# Бенинская федерация футбола
Бени́нская федера́ция футбо́ла (фр. Fédération Béninoise de Football) — организация, осуществляющая контроль и управление футболом в Бенине. Располагается в Порто-Ново. БФФ основана в 1962 году, вступила в ФИФА в 1964 году, а в КАФ — в 1969 году. В 1975 году стала членом-основателем Западноафриканского футбольного союза. Федерация организует деятельность и управляет национальными сборными по футболу (мужской, женской, молодёжными). Под эгидой федерации проводится чемпионат страны и многие другие соревнования.